# Leopold y Loeb

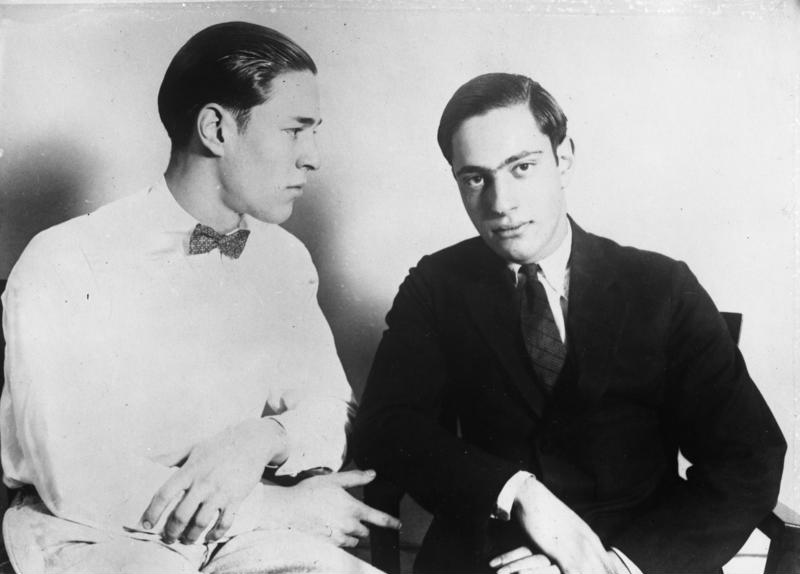
Richard Loeb (izquierda) y Nathan Leopold (derecha)

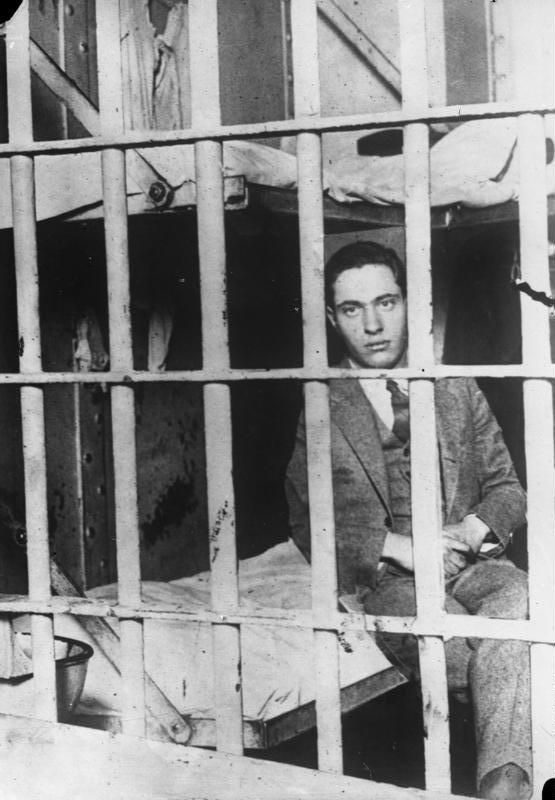
Nathan Leopold en prisión, 1931.

Nathan Freudenthal Leopold, Jr. (19 de noviembre de 1904 - 29 de agosto de 1971)  y Richard Albert Loeb (11 de junio de 1905 - 28 de enero de 1936), más conocidos como "Leopold y Loeb", fueron dos estudiantes adinerados de la Universidad de Chicago quienes secuestraron y asesinaron a Robert "Bobby" Franks en 1924 en Chicago, en lo que fue descrito por la prensa como el "crimen del siglo". Según sus declaraciones, ambos asesinaron a Franks para demostrar su inteligencia superior al resto, cometiendo el "crimen perfecto".
Después de que fueran detenidos, los padres de Loeb contrataron al renombrado abogado abolicionista Clarence Darrow. El alegato de más de doce horas de Darrow es tomado como un ejemplo en lo que se refiere a crítica y oposición a la pena de muerte, al considerarla "justicia retributiva" y no "rehabilitadora". El alegato disuadió al juez, quien condenó a ambos a cadena perpetua más 99 años adicionales por el delito de secuestro. Loeb fue asesinado por otro reo en prisión, en el año 1936, mientras que Leopold fue puesto en libertad condicional en 1958 y se mudó a Puerto Rico donde vivió hasta su muerte.

## Biografías

### Nathan Leopold
Nathan Leopold nació en 1904 en Chicago, Illinois, hijo de una muy adinerada familia de inmigrantes judíos procedentes de Alemania. Leopold fue un niño prodigio quien pronunció sus primeras palabras a la edad de cuatro meses, y que obtuvo un cociente intelectual de 210, aunque los antiguos estudios de inteligencia no son compatibles con los de la actualidad. Para la época en la que cometió el crimen, ya había obtenido un diploma menor de la Universidad de Chicago con honores de Phi Beta Kappa y planeaba ingresar a la Escuela de Derecho Harvard tras unas vacaciones con su familia en Europa. Según sus boletines de estudio, se había interesado en al menos 15 idiomas extranjeros, de los cuales manejaba cinco con fluidez. Además, había alcanzado cierto renombre nacional en ornitología.

### Richard Loeb
Loeb nació en 1905 en Chicago, hijo de Anna Henrietta (de soltera, Bohnen) y Albert Henry Loeb, un adinerado abogado y exvicepresidente de Sears, Roebuck and Company. Su padre era judío y su madre católica. Al igual que Leopold, Loeb era extremadamente inteligente. Pero aunque se adelantó varios grados en la escuela y se convirtió en el graduado más joven de la Universidad de Míchigan a los 17 años de edad, era descrito como "holgazán", "desmotivado", y "obsesionado con el crimen", pasando la mayor parte de su tiempo leyendo novelas de detectives.

## Adolescencia, Nietzsche y primeros crímenes
Los jóvenes Leopold y Loeb crecieron en la zona sur de Chicago conocida como Kenwood, un vecindario de clase social alta. La familia Loeb era dueña de un local multieventos en Charlevoix, Michigan, además de su mansión en Kenwood, a dos manzanas de los Leopold. 
Aunque Leopold y Loeb se conocían de pequeños, particularmente cuando jugaban por el vecindario, su relación no fue tan cercana hasta que ambos ingresaron a la Universidad de Chicago y comenzaron a compartir un mutuo interés en el crimen. Leopold estaba particularmente fascinado por el concepto de Friedrich Nietzsche sobre los superhombres (Übermensch) — individuos trascendentes, con extraordinarias e inusuales habilidades, cuyos intelectos superiores les permitían ascender por encima de las leyes y reglas a las que están sometidos los seres humanos "inferiores". Leopold admitió creer que era uno de estos individuos y que por lo tanto, de acuerdo con los pensamientos de Nietzsche, no estaba atado ni sometido a las leyes ni a ninguna regla ética y moral de la sociedad. Leopold logró convencer a Loeb de que él también era alguien superior. En una carta a Loeb, Leopold escribió, "un superhombre... está, debido a ciertas cualidades inherentes en él, exento de las leyes ordinarias que gobiernan a los hombres. No es responsable de nada de lo que haga."
Con la firme creencia de superioridad, ambos comenzaron a cometer ciertos delitos que les aseguraban que las leyes ordinarias de los hombres no les eran aplicables. Entre sus primeros delitos se encontraba el robo y el vandalismo. Poco después, ingresaron en una casa de alojamiento para estudiantes varones y robaron cuchillos, una cámara y una máquina de escribir que luego utilizarían para escribir el pedido de rescate. Entusiasmados por no ser aprehendidos, comenzaron a cometer delitos más serios, como incendios provocados. Sin embargo, desilusionados ante la ausencia de cobertura mediática de sus delitos, comenzaron a planear lo que ellos denominaron sería, el "crimen perfecto" que atraería el interés general y les confirmaría sus ideas de superioridad.

## Asesinato de Bobby Franks

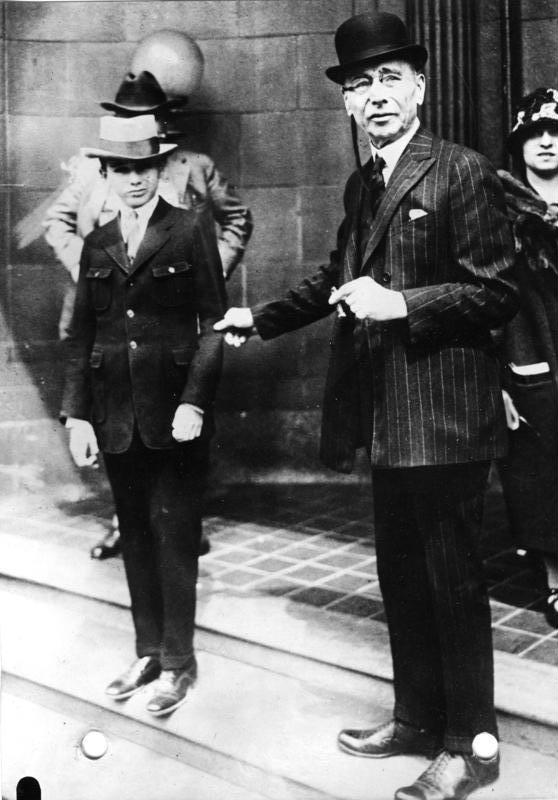
Bobby Franks con su padre.

Leopold (entonces de 19 años) y Loeb (de 18) acordaron el asesinato de un muchacho joven como su crimen perfecto. Pasaron meses planeando los detalles, desde la manera del secuestro hasta la forma en la que se desharían del cuerpo. Para hacer su crimen más notable, planearon pedir un rescate a la familia de Franks mediante un elaborado sistema de comunicaciones que involucraría también un teléfono. Utilizando la máquina de escribir que habían robado, anotaron los últimos detalles de lo que sería la petición formal de rescate. Escogieron un cincel como el arma para asesinar al joven, y compraron uno. 
Tras una exhaustiva búsqueda de una víctima que les pareciera apropiada, los jóvenes recorrieron el campus de la Escuela de Harvard para Niños, donde Leopold y Loeb habían sido educados. Finalmente, se decidieron por Robert "Bobby" Franks, de 14 años, hijo de un adinerado empresario de Chicago. Loeb lo conocía bien. 
En la tarde del 21 de mayo de 1924, conduciendo un automóvil que habían alquilado bajo un nombre falso, Leopold y Loeb le ofrecieron subir a Franks, quien caminaba a su casa desde la escuela. En principio, el chico se negó alegando que solo estaba a dos manzanas de su casa, pero Loeb lo persuadió para que subiera y charlar sobre una raqueta de tenis que había comprado. El chico subió al auto y se sentó en el asiento delantero del acompañante, mientras que Leopold conducía y Loeb estaba en el asiento trasero con el cincel. Al poco de subir, Loeb golpeó a Franks repetidamente en la cabeza con el cincel y lo arrastró a la parte trasera del automóvil donde lo asfixió con un trapo hasta matarlo. 
Con el cuerpo en el suelo del coche, ambos condujeron hacia un lago en Hammond, Indiana, unos 40 km al sur de Chicago. Al caer la noche, desnudaron el cadáver y se deshicieron de las ropas, para luego colocar el cuerpo en una obra de drenaje cerca de unas vías ferroviarias. Para tratar de dificultar las tareas de reconocimiento, Leopold y Loeb arrojaron ácido clorhídrico sobre el rostro y los genitales del chico. 

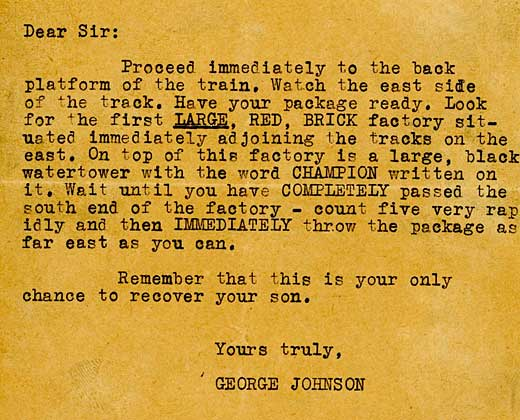
Nota del pedido de rescate

Para cuando el dúo regresó a Chicago, la ciudad ya sabía de la desaparición de Bobby Franks. Esa misma noche, Leopold llamó por teléfono a la madre de Franks, identificándose como "George Johnson" e informándole que su hijo había sido secuestrado y que los pasos a seguir, entre los que se contaba el pago de un rescate, seguirían luego. Después de enviar la nota mecanografiada a la familia de Franks, Leopold y Loeb quemaron sus ropas ensangrentadas, limpiaron lo mejor que pudieron la sangre del tapizado del vehículo alquilado y ambos pasaron el resto de la noche jugando a las cartas. 
A la mañana siguiente, los Franks recibieron la nota de rescate, y Leopold llamó nuevamente a la familia indicándoles los primeros pasos que debían seguir para pagar el rescate. El intrincado plan de recolectar el dinero de Leopold y Loeb se vio frustrado cuando, antes de que los Franks comenzaran el camino a pagar por la liberación de su hijo, un hombre avisara a la policía de que había encontrado el cuerpo de un chico que coincidía con los rasgos de Bobby Franks. Al enterarse de esto, Leopold y Loeb destruyeron la máquina de escribir y quemaron un albornoz que habían utilizado para mover el cuerpo. 
En ese momento, la policía de Chicago lanzó una investigación masiva, ofreciendo recompensa a cambio de información. Mientras que Loeb seguía con su vida normalmente, Leopold hablaba libremente con la policía y la prensa. Leopold incluso le dijo a un detective que si él "fuera a asesinar a alguien, escogería a alguien como el niñito arrogante que era Bobby Franks". 
Al tiempo que se investigaba la zona donde habían hallado a Franks, la policía encontró un par de anteojos. Aunque en tipo y tamaño eran comunes, tenían un tipo de mecanismo de apertura y de cierre único, y del que solo tres personas habían comprado anteojos de ese tipo en Chicago; uno de ellos era Nathan Leopold. Cuando fue confrontado con esa evidencia, Leopold dijo que se le pudieron haber caído mientras estudiaba los pájaros de la zona. Sin embargo, la máquina de escribir destruida fue descubierta poco después. 
Leopold y Loeb fueron llamados por la policía a que declararan formalmente. Los jóvenes le dijeron a la policía que en la noche del crimen habían recogido a dos mujeres en la carretera y que las habían dejado en un campo de golf cercano a Chicago, pero que nunca habían sabido sus apellidos. La coartada cayó como falsa poco después cuando el chófer de la familia Leopold le dijo a la policía que esa noche él estaba reparando el automóvil que los jóvenes habían dicho que habían usado. La esposa del chófer confirmó a la policía que el automóvil de Leopold estaba en el garaje de la casa. 

### Confesión
Loeb fue el primero en confesar, dijo que todo había sido planeado por Leopold y que él simplemente se había limitado a conducir el automóvil. Seguidamente, fue Leopold quien declaró, e insistió en que él era el conductor del vehículo y que Loeb era el asesino. Años después se conoció más evidencia, sobre todo algunos testigos oculares quienes dijeron que el que estaba conduciendo el vehículo era Loeb y que probablemente fuera Leopold quien asesinó al chico Franks.
Finalmente, ambos confesaron que habían cometido el asesinato simplemente por la emoción que les generaba tal acción. También hablaron de su ilusión sobre los "súperhombres" y sus aspiraciones de cometer el "crimen perfecto". Leopold, hablando con su abogado, confesó que el crimen había sido un "ejercicio de inteligencia" para él. "El asesinato fue un experimento", le dijo a su abogado, agregando que le era tan fácil justificar el matar a un ser humano como para un entomólogo el matar a una abeja.

## Juicio
El juicio contra Leopold y Loeb se llevó a cabo en la Corte de Distrito de Chicago. Enseguida se convirtió en un espectáculo de la prensa. Fue el tercero en ser categorizado — después del de Harry Kendall Thaw y del de Sacco y Vanzetti — como el "Juicio del siglo". La familia de Loeb contrató al abogado Clarence Darrow, uno de los abogados más renombrados de la nación y un firme opositor a la pena capital. Se rumoreó que los Loeb pagaron un millón de dólares. Mientras que era generalmente aceptado que la defensa de los dos jóvenes se basaría en "no culpables por enajenación mental", Darrow concluyó que un juicio por jurado terminaría casi con seguridad en condena y en una sentencia de pena de muerte para ambos. Por lo tanto, Darrow escogió que los jóvenes se declararan culpables ante el juez de la Corte de Circuito del Condado de Cook, John R. Cavelry, con la esperanza de convencerlo de que les impusiera la pena de cadena perpetua. El estado presentó a más de un centenar de testigos que describieron el crimen. La defensa, por el contrario, presentó numerosos análisis psiquiátricos para que pudieran lograr establecer factores atenuantes. 

### Alegato de Darrow

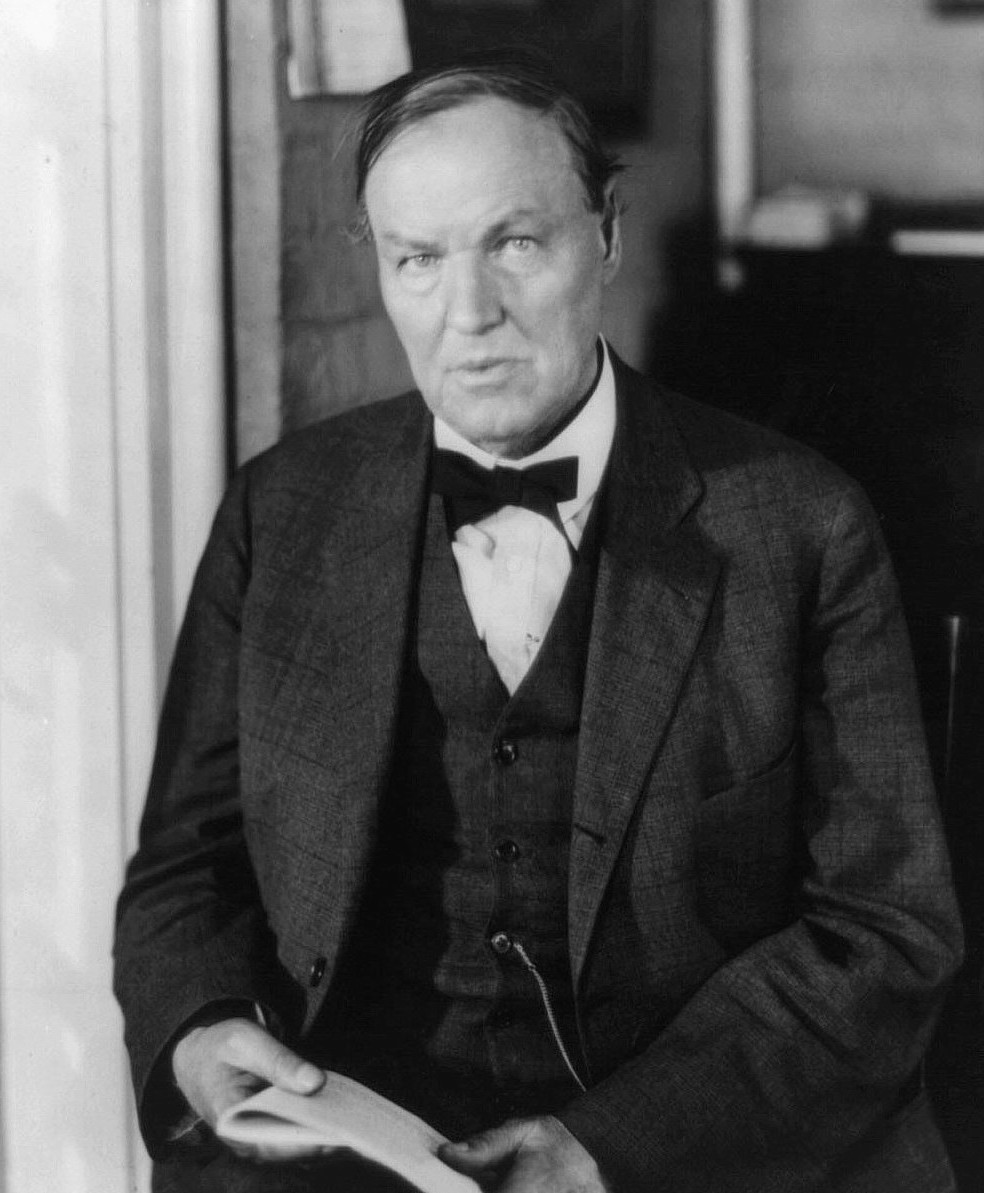
Clarence Darrow

El alegato de más de doce horas de Darrow es categorizado como una pieza exquisita de defensa. Cuando terminó el juicio se lo nombró como el mejor alegato de su carrera. Su principal tema de debate fueron los "métodos y castigos inhumanos" del sistema judicial estadounidense. 

Este terrible crimen era inherente en sus personalidades... y ciertamente vino de algún antepasado... acaso hay alguna culpa en que alguien tome las filosofías de Nietzsche tan seriamente que quiera que su vida se refleje en dichos pensamientos?... creo realmente injusto colgar a un chico de 19 años por la filosofía que se le enseñó en la Universidad.

Ahora, su Señoría, hablaré sobre la guerra (Primera Guerra Mundial). Yo creía en ella. No sé si estaba loco o no lo estaba. A veces pienso que quizá lo estaba. Yo aprobé la guerra y me sumé a la locura y peticiones generalizadas. Insté a los hombres jóvenes que conocía a que pelearan. Yo estaba a salvo porque ya era demasiado mayor como para servir en el ejército. Estaba como el resto de la sociedad. ¿Qué es lo que ellos hicieron?. Correcto o incorrecto, justificable o no —lo que no es necesario discutir hoy—, pero lo que hicieron cambió el mundo. Por cuatro largos años (1914-1918), el mundo civilizado estaba envuelto en una matanza de hombres. Cristianos contra cristianos, bárbaros uniéndose a cristianos para matar cristianos; lo que fuera para matar. Era lo que se enseñaba en las escuelas. Incluso los niños pequeños jugaban a la guerra. Los más infantes lo hacían en las mismísimas calles. ¿Creen que el mundo ha sido el mismo desde entonces?. ¿Cuánto tiempo más, su Señoría, para que el mundo vuelva a sentir esas emociones humanas que no existieron durante la guerra? ¿Cuánto tiempo tendrá que pasar para que los hombres puedan desprenderse de los sentimientos de odio y crueldad y vuelvan a sentir esas emociones humanas?

Leíamos sobre las muertes de centenares de hombres al día. Leíamos sobre ello y nos alegraba cuando los muertos eran del enemigo. Eramos caníbales. Incluso los más pequeños. No necesito contarle cuántos muchachos jóvenes buenos y honorables han venido a esta corte acusados de asesinato; algunos se salvaron mientras que otros fueron condenados a muerte. Muchachos que pelearon en la guerra que les enseñó a despreciar la vida de otro ser humano. Usted lo sabe y yo también. Estos chicos se criaron en ello. Los relatos de muerte estaban en todos lados mientras crecían... en sus casas, en los patios de juego, en sus escuelas, estaban en los periódicos que leían. Era parte de la sociedad. Acaso, ¿qué era la vida?. No significaba nada... y estos chicos fueron entrenados en esa crueldad social.

Llevará años limpiar los corazones de los hombres; si es que algún día sucede. Sé que incluso después del fin de la Guerra Civil en 1865, crímenes como este crecieron exponencialmente. Nadie tiene que decirme que el crimen no tiene causa. Sé que siempre hay una causa y sé que del odio y amargura de la Guerra Civil, esos crímenes crecieron en Estados Unidos como nunca antes. Sé que Europa está pasando por el mismo problema ahora. Sé que es lo que sigue después de toda guerra y que ha influido sobre los jóvenes como nunca antes. En este caso, protesto por los crímenes y errores que la sociedad cometió con estos muchachos. Todos tenemos parte de culpa en ello. Yo incluso. Nunca podré saber cuántas veces mis palabras avalaron la crueldad en lugar de amor, caridad y ternura.

Su Señoría sabe que en esta misma corte se han presentado crímenes de esta violencia con mucha frecuencia a causa de la guerra. No necesariamente por aquellos que pelearon en la guerra sino por aquellos que aprendieron que la sangre, y la vida humana eran cosas sin valor, y si el Estado así lo creyó, ¿por qué no un muchacho joven? Hay causas para este terrible crimen. Como he dicho, hay causas para todas las cosas que suceden en este mundo. La guerra es parte de ellos; la educación lo es; el nacimiento lo es; el dinero también lo es — todo lo cual conspiró para la destrucción de estos dos pobres chicos.

¿No tiene la corte el derecho a considerar sobre estos dos chicos?. El Estado dice que usted, su Señoría, tiene el poder de considerar el bienestar de la comunidad. Si el bien de la comunidad dependiera del hecho de matar a estos dos chicos, bien, pero, ¿ha usted, su Señoría, considerado el bienestar de las familias de los acusados?. He lamentado y aún lamento lo que han tenido que pasar el Sr. y la Sra. Franks. Solo espero que algo bueno emerja de todo esto. Pero comparados con las familias de Leopold y Loeb, los Franks pueden ser envidiados — y todos lo sabemos.

No sé cuánto hay de rescatable en estos dos chicos. Odio decir esto en su presencia, pero, ¿a qué pueden aspirar?. No lo sé, pero usted, su Señoría, sería piadoso si condena a estos chicos a muerte, pero no lo sería con la civilización. Incluso si usted mismo pusiera la soga en el cuello de estos chicos, usted sería piadoso solo con ellos, pero no con la civilización ni con aquellos que quedamos aquí. A lo máximo que aspiran estos chicos es al tiempo que pasaran tras las rejas, si es que a eso aspiran siquiera. Incluso tal vez tengan la esperanza de que si pasan el resto de sus vidas en prisión, tengan la oportunidad de salir en libertad. Yo no lo sé. No lo sé. Seré honesto con esta corte como lo he sido desde el principio. Sé que estos dos chicos no están en condiciones de estar en libertad. Sé que no estarán en condiciones por mucho tiempo. Lo que sé es que yo no estaré para ver ese día, por lo que para mí es suficiente.

Estaría mintiendo si no digo que espero que con el tiempo y su maduración como seres humanos, alguna vez puedan ser puestos en libertad. Yo sería la última persona en la tierra en cerrarle la puerta de la esperanza a cualquier ser humano; mucho menos si son clientes míos. Pero, ¿a qué pueden aspirar? A nada.

No me interesa, su Señoría, cuándo comienza la pena para estos chicos, si en la horca, o cuando la puerta de la prisión se cierre tras ellos. Lo que sé es que no tienen nada más que la noche en sus perspectivas, lo cual es muy poco para las aspiraciones de cualquier ser humano.

Pero hay otros a quienes tener en consideración. Aquí están estas dos familias, que han llevado vidas honestas, que tendrán que llevar el apellido sobre sus espaldas, así como las generaciones venideras.

Aquí está el padre de Leopold— y ese chico era el orgullo de su vida. Lo observó al nacer, cuidó de él, trabajó por él; el chico era brillante y cometido, lo educó, y creyó que fama y una buena posición social le esperaban. Es terrible para un padre ver cómo ese orgullo de su vida se convertía en no más que polvo.

¿Se debería considerar a ese hombre? ¿Se debería considerar a los hermanos de este chico? ¿Le hará algún bien a la sociedad, o le hará a usted la vida más segura, o la vida de cualquier otro ser humano más segura si generación tras generación se recuerda a este chico, de su familia, como alguien ejecutado en la horca?

Lo mismo sucede con Loeb. Aquí están su tío y su hermano. Sus padres no pueden venir por lo que les causa todo esto. ¿Acaso contribuirá a algo si a esos padres se les envía el mensaje de que su hijo será ejecutado?

¿Tienen ellos algún derecho? ¿Hay alguna razón, su Señoría, para que sus buenos apellidos y sus futuras generaciones tengan que sobrellevar esta terrible marca? ¿Cuántos niños y niñas, cuántos niños aún no nacidos tendrán que sentir eso? Es lo suficientemente horrible, pero no tan horrible como si ellos fueran ejecutados. Y le pido, su Señoría, además de todo lo que he dicho para salvar a estas dos familias de algo terrible como la ejecución de estos chicos, que no haga algo que no ayudará en nada a los que siguen en el mundo.

Debo decir algo más. No somos desconsiderados en cuanto al público, a la sociedad; las cortes no lo son ni los jurados tampoco. Depositamos nuestra confianza en las manos de una corte experimentada, considerando que creemos que será más pensante y considerada que un jurado. No puedo decir qué es lo que siente la gente, he estado aquí como un marino en alta mar. Espero que los mares se estén calmando y el viento mitigando, y creo que lo están, pero no quiero formular ninguna falsa pretensión ante esta corte. Lo más fácil y lo más popular, seguramente, sea colgar a mis clientes. Lo sé. Los hombres y mujeres que no piensan, aplaudirán. Los crueles y huecos lo aprobarán. Será fácil hoy; pero en Chicago y más allá también, más y más padres y madres, los humanos, los amables y esperanzados, quienes están ganando conocimiento y haciendo preguntas no solo sobre estos dos pobres chicos, sino incluso sobre los suyos— no se sumarán a un festejo por la muerte de mis clientes.

Ellos pedirán que el derramamiento de sangre se detenga, y que los sentimientos normales del hombre vuelvan a su lugar. Con el tiempo lo pedirán más y más. Pero, su Señoría, lo que ellos pidan no cuenta. Sé qué es lo fácil. Sé que no solo estoy aquí parado por las desafortunadas vidas de estos dos chicos, sino también por todos los muchachos y muchachas. Por todos los jóvenes, y también hasta cierto punto, por todos los viejos. Estoy aquí pidiendo por la vida, entendimiento, caridad, amabilidad, y la infinita piedad que nos ocupa a todos. Estoy pidiendo que sobrepasemos la crueldad con amabilidad y el odio con el amor. Su Señoría, usted está parado entre el pasado y el futuro. Usted puede colgar a estos dos muchachos. Pero haciendo eso, usted estará mirando hacia el pasado. Haciendo eso hará más difícil para todos los chicos jóvenes el transitar por la infancia con ignorancia, con todos los desafíos y tentaciones que conllevan en secreto. Haciendo eso lo hará más difícil para los que aún no han nacido. Usted puede salvar a estos dos chicos y le hará más fácil a otros chicos que pasen por la misma situación el estar ante una corte. Lo hará más fácil para todo ser humano con una aspiración y visión y una esperanza. Pido por el futuro; pido por un tiempo en que ni el odio ni la crueldad reine en los corazones de los hombres. Para cuando podamos aprender con razón y juicio y entendimiento y fe que todas las vidas merecen ser salvadas, y que la piedad es el mayor atributo del hombre.

Siento que debo disculparme por el extenso periodo de tiempo que me he tomado. Tal vez este caso no sea tan importante como aparenta, pero estoy seguro que no debo afirmar a la corte o decirle a mis amigos que haría todo este mismo esfuerzo tanto por los pobres como por los ricos. Si tengo éxito, mi mayor premio y esperanza será por aquellos incontables desafortunados que tienen que recorrer el mismo camino de infancia ciega que han transitado estos dos muchachos. Que he ayudado en algo a que los humanos entiendan, a moderar la justicia con piedad, para sobrepasar al odio con amor.

El juez fue persuadido, en septiembre de 1924, y sentenció a Leopold y Loeb a cadena perpetua con un plus de 99 años por secuestro.

## Vida en prisión

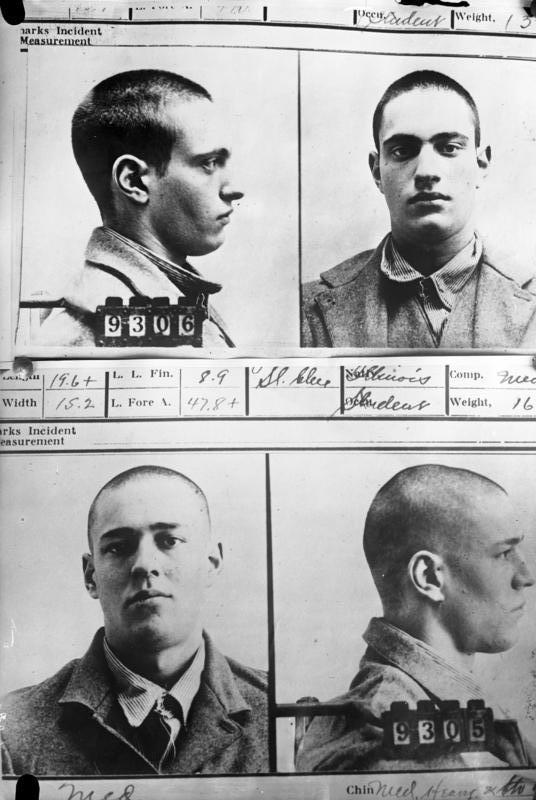
Leopold y Loeb.

Inicialmente, Leopold y Loeb fueron encarcelados en la Correccional Joliet. Aunque se los trataba de mantener separados lo más posible, ambos se las ingeniaron para continuar con su relación. Poco después, Leopold fue transferido al correccional Stateville, y poco después Loeb también fue transferido allí. Una vez reunidos, se dedicaron a dar clases en la escuela de la prisión. 

### Asesinato de Loeb
Inicialmente, Leopold y Loeb recibían mucho dinero por parte de sus familias, hasta que el correccional decidió restringir el aporte familiar a 5 dólares semanales. El dinero lo utilizaban generalmente para comprar cigarrillos. Los otros prisioneros, sin embargo, no sabían del recorte monetario de ambos, y tanto Leopold como Loeb eran vistos como los "chicos ricos" que se convertían en blanco fácil para los otros reos. Una vez, Leopold fue confrontado y amenazado con un cuchillo en el patio de la prisión, exigiéndole dinero. Después de tratar de explicar que no tenía más dinero, Loeb se metió en medio al igual que otros prisioneros y el asunto quedó solucionado.
El recorte también afectó a Loeb debido a que parte del dinero que recibía iba a parar a las manos de un reo, James E. Day, como forma de soborno a cambio de que no lo lastimara. Tras varios informes sobre abusos y amenazas, Day fue separado de Loeb. 
El 28 de enero de 1936, Leopold y Loeb trabajaban en la escuela de la prisión cuando Day pasó junto a Loeb y le dijo "te veo luego". Loeb fue atacado en las duchas con una navaja de afeitar. Fue atendido rápidamente, aunque Leopold llegó a ver a su compañero seriamente herido con cortes por todo el cuerpo. Leopold se ofreció para ayudar, pero se le negó su participación. Tras un breve intercambio de palabras con Leopold, Loeb murió. Luego, Leopold lavó el cuerpo de Loeb en una demostración de afecto. 
Day alegó posteriormente que Loeb había intentado asaltarlo sexualmente. Sin embargo, se piensa que pudo haber sido al revés. Algunos informes indican que Day deseaba favores sexuales de Loeb, quien se había negado. Muchos dudaron de la teoría de Day de que hubiera actuado en defensa propia. Day estaba indemne, mientras que Loeb había sufrido más de 50 heridas de cuchillo, incluyendo heridas de defensa propia en los brazos y manos. La garganta de Loeb también tenía cortes desde atrás, lo que sugería un ataque por sorpresa. De todos modos, una investigación aceptó la teoría de Day. Las autoridades de la prisión, tal vez avergonzadas por la publicidad sensacionalista que indicaba un decadente comportamiento en la prisión, aceptaron la teoría de defensa propia de Day. Una de las más conocidas reacciones a la muerte de Loeb, está en el encabezado por parte del periodista Ed Lahey para el Chicago Daily News que decía: "Richard Loeb, a pesar de su erudición, terminó hoy su sentencia con una proposición". Algunos periódicos fueron más allá, alegando que Loeb merecía ese final y felicitando a Day por haberlo asesinado. 
Otro posible motivo del asesinato de Loeb es el dinero, debido a que después del recorte, no pudo seguir sobornando a Day para que no le hiciera nada. 
En el tiempo que pasó en prisión, nunca hubo evidencia de que Loeb fuera un atacante sexual, sin embargo Day fue, tiempo después, sorprendido manteniendo relaciones sexuales con otro prisionero. En su autobiografía, Leopold categorizó los dichos de Day de que Loeb había intentado asaltarlo sexualmente como algo ridículo y una burla. 
Leopold pasó mucho tiempo tratando de limpiar el nombre de Loeb, quien era conocido como el asesino de un niño y depredador sexual. Leopold escribió varios libros. En las tapas de los libros, puso escritos en latín en los que se leía: "Por la razón, sin embargo, somos libres".
Aunque Leopold siguió con su trabajo en la prisión después de la muerte de Loeb, comenzó a sufrir de depresión. En una ocasión, gritó por horas en su celda hasta que fue llevado ante los psicólogos de la prisión.

### Vida en prisión de Leopold
Leopold se convirtió en un prisionero modelo. Según los informes, estudió y manejó 12 idiomas — además de los 15 que ya hablaba en cierto grado — y dedicó gran parte de su tiempo a mejorar las condiciones de la prisión. Eso incluyó la reorganización de la biblioteca de la prisión y su contribución a la educación dentro de la prisión. En 1944, hizo de voluntario para un experimento sobre la malaria. 
A comienzos de los años 1950, un antiguo compañero de clase de la Universidad de Chicago, pidió la colaboración de Leopold para la elaboración de una novela sobre el asesinato de Franks. Leopold le respondió que no quería que el caso fuera presentado como ficción, pero le ofreció participar en las memorias que él mismo estaba escribiendo. Sin embargo, el excompañero de Leopold siguió adelante y escribió el libro en solitario. La novela se publicó en 1956. En la novela, Leopold es caracterizado como alguien brillante que es llevado a cometer el asesinato por ser un adolescente problemático, con trastornos psicológicos producto de su niñez y su obsesión con Loeb. Leopold luego escribió que leer el libro le hizo sentirse mal y que en más de una ocasión había tenido que dejar de leer para tranquilizarse. Además, dijo sentirse como "desnudo frente a una gran audiencia". 
Su autobiografía fue publicada en 1958. El libro comienza inmediatamente después del asesinato, lo que le granjeó numerosas críticas por no contar detalles de su niñez ni del asesinato cometido. También se lo acusó de escribir el libro para limpiar su imagen, ignorando los puntos más negativos de su vida. 
En 1959, intentó sin éxito detener el estreno de la película Impulso criminal, alegando que se había invadido su privacidad, que se lo había difamado, que se habían beneficiado económicamente de su historia y que habían "intercalado ficción con realidad a un nivel que era indistinguible". En un fallo en su contra, la Corte dijo que Leopold, como asesino confeso del "crimen del siglo", no podía alegar que ningún libro hubiera dañado su reputación.

## Vida post-prisión de Leopold
Después de más de 30 años de frustrados intentos de libertad condicional, Leopold fue liberado en 1958. Al salir, intentó fundar una asociación de ayuda a chicos problemáticos, pero el estado de Illinois se lo prohibió porque violaba los términos de su libertad condicional. 
Se mudó a Santurce, Puerto Rico, para evitar a la prensa. Allí, se casó con una viuda. Se dedicó a la medicina y al estudio de las aves tanto en Puerto Rico como en las Islas Vírgenes Estadounidenses.
Murió en 1971 debido a un problema de diabetes.